# Sogdians
Els sogdians  o sogdis (sogdii o sogdiani) van ser un antic poble de llengua irànica que vivia a la Sogdiana, veïns dels bactrians, sotmesos a domini de l'Imperi Persa. Vivien en una zona que ocupa part dels actuals Tadjikistan i Uzbekistan, i posseïen entre d'altres, les ciutats de Samarcanda i Bukharà. El Setge de la Roca Sogdiana va permetre a Alexandre el Gran d'unir la Sogdiana i la Bactriana.
Estaven dividits en tribus algunes de les quals les menciona Claudi Ptolemeu i pels seus noms no semblen emparentats a cap altre grup ètnic. Entre les tribus els pasicae (al Pamir), els thacori (takurs, tokharis) al Iaxartes, els oxydrancae, els drybactae, els gandari (o gandháras), els mardyeni (madras), els chorasmii (corasmis o khwaresmis, a l'Oxus, i els cirrodes (kirátas, també a la regió de l'Oxus).